# Berlino al cinema
Berlino è fin dall'inizio un importante centro della settima arte; i fratelli Skladanowsky vi presentarono le prime immagini in movimento ad un pubblico pagante il 1º novembre del 1895, 58 giorni prima del debutto pubblico del (tecnicamente superiore) cinematografo dei fratelli Lumière a Parigi.
A Berlino sono legati i nomi di molti importanti registi e noti attori; a Berlino e nei dintorni immediati furono attivi la UFA e la DEFA; anche oggi la città è sede di importanti produzioni cinematografiche e televisive. Soprattutto però Berlino è oggetto del cinema; migliaia di film sono ambientati a Berlino; molti di essi descrivono carattere e storia di questa città.

## Film
- Berlino - Sinfonia di una grande città, regia di Walter Ruttmann (Germania, 1927). Una giornata a Berlino negli anni venti disegnata in stile realista.
- Berlin Alexanderplatz, regia di Phil Jutzi (Germania, 1931). Esplora in modo documentaristico l'ambiente urbano integrando la vicenda con il contesto berlinese. Il film venne rifatto per la televisione da Rainer Werner Fassbinder nel 1980.
- Olympia, regia di Leni Riefenstahl (Germania, 1938)
- Duello a Berlino, regia di Michael Powell & Emeric Pressburger, (Regno Unito 1943).
- Germania anno zero, regia di Roberto Rossellini (Germania-Italia, 1948). Fotografa drammaticamente gli esiti della guerra; in una Berlino semidistrutta le persone "vivono nella tragedia come nel loro elemento naturale".
- Il treno ferma a Berlino, regia  di Jacques Tourneur (1948).
- Scandalo internazionale, regia di Billy Wilder (1948). Con Marlene Dietrich, viene raccontata con leggerezza la divisione della città tra le quattro superpotenze.
- La città assediata, regia di George Seaton (USA, 1950); melodramma sentimentale ambientato durante il blocco di Berlino.
- La donna è un male necessario, regia di Henry Cornelius (1955). La commedia ha per sfondo la Berlino anni trenta ed è tratta dal romanzo di Christopher Isherwood Addio a Berlino. Allo stesso romanzo si è ispirato Bob Fosse raccontare le prime avvisaglie del diffondersi dell'ideologia nazista in Cabaret (USA, 1972); in questa forma di spettacolo vengono riflessi una parte delle tensioni di quegli anni e il disfacimento di un mondo.
- Uno, due, tre!, regia di Billy Wilder (USA, 1961). Ambientato poche settimane prima della costruzione del Muro e animato da una forte satira sociale, non solo sul comunismo ma anche sui tedeschi ancora imbevuti di nazismo e sugli americani accecati dal dio denaro.
- Dopo la costruzione del Muro, Berlino diventa uno scenario particolare, anche a causa della guerra fredda, in cui ambientare film di spionaggio, come Il sipario strappato di Alfred Hitchcock (1966), che dà un ritratto disperato dell'ex DDR, La spia che venne dal freddo (Martin Ritt, 1965) e Berlino opzione zero (Leo Penn, 1988).
- Totò e Peppino divisi a Berlino, regia di Giorgio Bianchi (Italia, 1962)
- Karl Liebknecht, regia di Günter Reisch (Germania Est, 1965)
- Berlin Alexanderplatz, telefilm, regia di Rainer Werner Fassbinder (Germania Ovest-Italia, 1980)
- Christiane F. - Noi, i ragazzi dello zoo di Berlino, tratto dal romanzo Noi, i ragazzi dello zoo di Berlino di Christiane Vera Felscherinow, regia di Uli Edel (Germania, 1981). Evoca l'odissea di una generazione allo sbando e ha fissato nell'immaginario collettivo la degradazione dell'umanità disperata che gravitava attorno alla stazione di Berlino Giardino Zoologico.
- Interno berlinese, regia di Liliana Cavani (1985). Ambientato negli anni tragici della dittatura nazista.
- Il cielo sopra Berlino, regia di Wim Wenders (Germania, 1987)
- Ritorno a Berlino, regia di Thomas Brasch (1988). Viene tracciata un'autoanalisi di un ebreo tornato in Germania che deve fare i conti con i fantasmi del passato.
- Così lontano così vicino, regia di Wim Wenders (Germania, 1993)
- Delitto di stato, film per la televisione tratto dall'omonimo romanzo di Robert Harris, regia di Christopher Menaul (USA, 1994)
- Lola corre, regia di Tom Tykwer (Germania, 1998).
- Berlin Babylon, regia di Hubertus Siegert (Germania, 2001)
- Good Bye, Lenin!, regia di Wolfgang Becker (Germania, 2002)
- Equilibrium, regia di Kurt Wimmer (USA, 2002)
- La caduta - Gli ultimi giorni di Hitler, regia di Oliver Hirschbiegel (Germania, 2004)
- Il tunnel della libertà, regia di Enzo Monteleone (Italia, Ungheria, 2004)
- The Bourne Supremacy, regia di Paul Greengrass (USA-Germania, 2004)
- Post Impact - La sfida del giorno dopo, regia di Christoph Schrewe (USA, 2004)
- Speer und Er, regia di Heinrich Breloer (Germania, 2005)
- Intrigo a Berlino, regia di Steven Soderbergh (USA, 2006)
- Le vite degli altri, regia di Florian Henckel von Donnersmarck (Germania, 2006)
- Berlin Calling, regia di Hannes Stöhr (Germania, 2008)
- Unknown - Senza identità, regia di Jaume Collet-Serra (Gran Bretagna, Francia, Germania, Giappone, Canada, USA, 2011)
- Cosa fare in caso di incendio (titolo originale Was tun, wenn's brennt?), commedia che racconta la storia di sei anarchici che vivono in una casa occupata della Berlino Est del 1987. Alla fine del decennio ognuno di loro prende strade diverse ad eccezione di Tim e Hotte i quali, fedeli ai loro ideali, continuano a combattere per la causa anarchica.

## Produzioni televisive
- Wolff, un poliziotto a Berlino, telefilm, regia di Karl Heinz Willschrei (Germania, 1992-2006)
- Il nostro amico Charly, telefilm (Germania, 1995-in corso)
- Lolle, telefilm (Germania, 2002-2005)
- Kebab for Breakfast, telefilm (Germania, 2006-2008)